# Голігради
Голі́гради (з 1964 по 31 жовтня 1990 — Червоногрáди) — село в Україні, у Заліщицькій міській громаді Чортківського району Тернопільської області. Розташоване на річці Серет, на південному сході району. До 2020 року підпорядковане Винятинській сільраді.
Населення — 433 особи (2003).

## Населення

### Мова
Розподіл населення за рідною мовою за даними перепису 2001 року:
| Мова       | Кількість | Відсоток |
| ---------- | --------- | -------- |
| українська | 440       | 100%     |

## Історія
Поблизу Голіград виявлено понад 10 пам'яток історії та культури.
В урочищі «Вигушів» виявлено три археологічні пам'ятки пізнього палеоліту, відкриті у 1920-х роках Юрієм Полянським, 1948 року досліджувалися Михайлом Рудинським.
Поселення трипільської культури досліджувалося з початку 20-го ст. Ю. Полянським, пізніше Ігорем Свєшніковим та Г. І. Кос.
Виявлено п'ять поселень гава-голіградської культури і ранньоскіфського часу. Знайдені скарби доби раннього заліза (Тадеуш Сулімірський, Ігор Свєшніков, Лариса Крушельницька, Юрій Малєєв, 1920—1970-ті роки).
Від 1920-х років відоме городище давньоруського часу 11—13 століть; у печері «Дятел» досліджено
поховання 17 століття.
У 1928—1929 роках тут вивчав пам’ятки трипільської культури та здійснив пробні розкопки Олег Ольжич.
Перша писемна згадка датована 1530 роком.
Діяло товариство «Просвіта».
12 червня 2020 року, відповідно до розпорядження Кабінету Міністрів України № 724-р «Про визначення адміністративних центрів та затвердження територій територіальних громад Тернопільської області» увійшло до складу Заліщицької міської громади.
19 липня 2020 року, в результаті адміністративно-територіальної реформи та ліквідації Заліщицького району, увійшло до складу новоутвореного Чортківського району.

## Пам'ятки
- Є стара церква святого Петра і Павла (1849; мур.) та нова (1996), капличка (1995), кам'яні хрести 17-18 ст.
- Встановлено меморіальну дошку на місці загибелі керівника партизанського загону І. Цапка; споруджено пам'ятник воякам УПА (1991).

## Природа
- Геологічна пам'ятка природи місцевого значення «Відслонення шостої тераси Дністра».
- Ботанічний заказник «Урочище Вівошів» (на північ від села).

## Соціальна сфера
Діють ЗОШ 1 ступ., клуб, бібліотека, ТОВ «Колос», ПП «Голігради».

## Відомі люди

### Народилися
- літератор, педагог Д. Горішний,
- кандидат філологічних наук М. Отава,
- художник та іконописець Сольський Іван Михайлович,
- адвокат та співзасновник Адвокатського об'єднання «LUA PARTNERS» У. Федик.

## Світлини

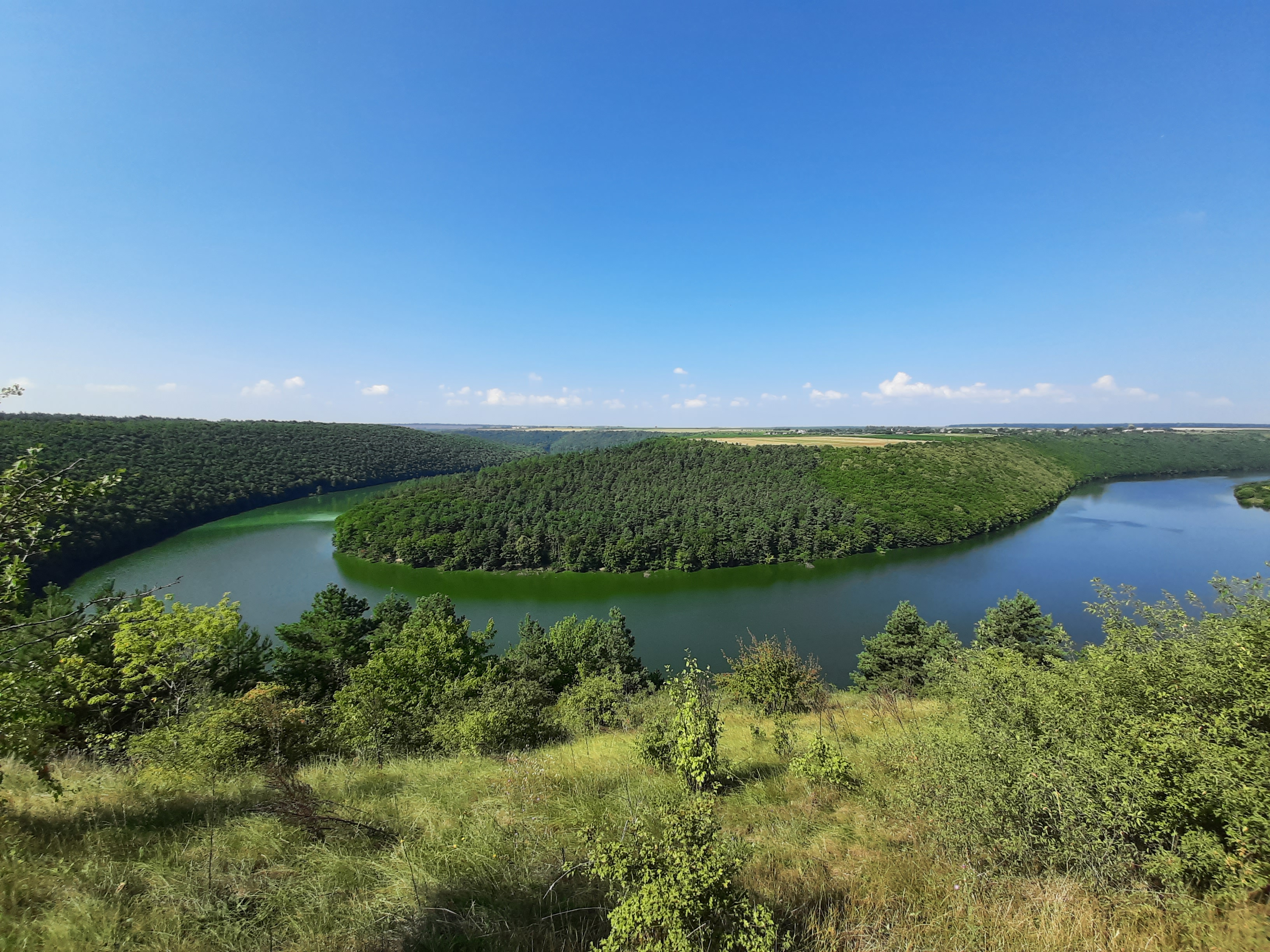
Петля річки Серет біля села
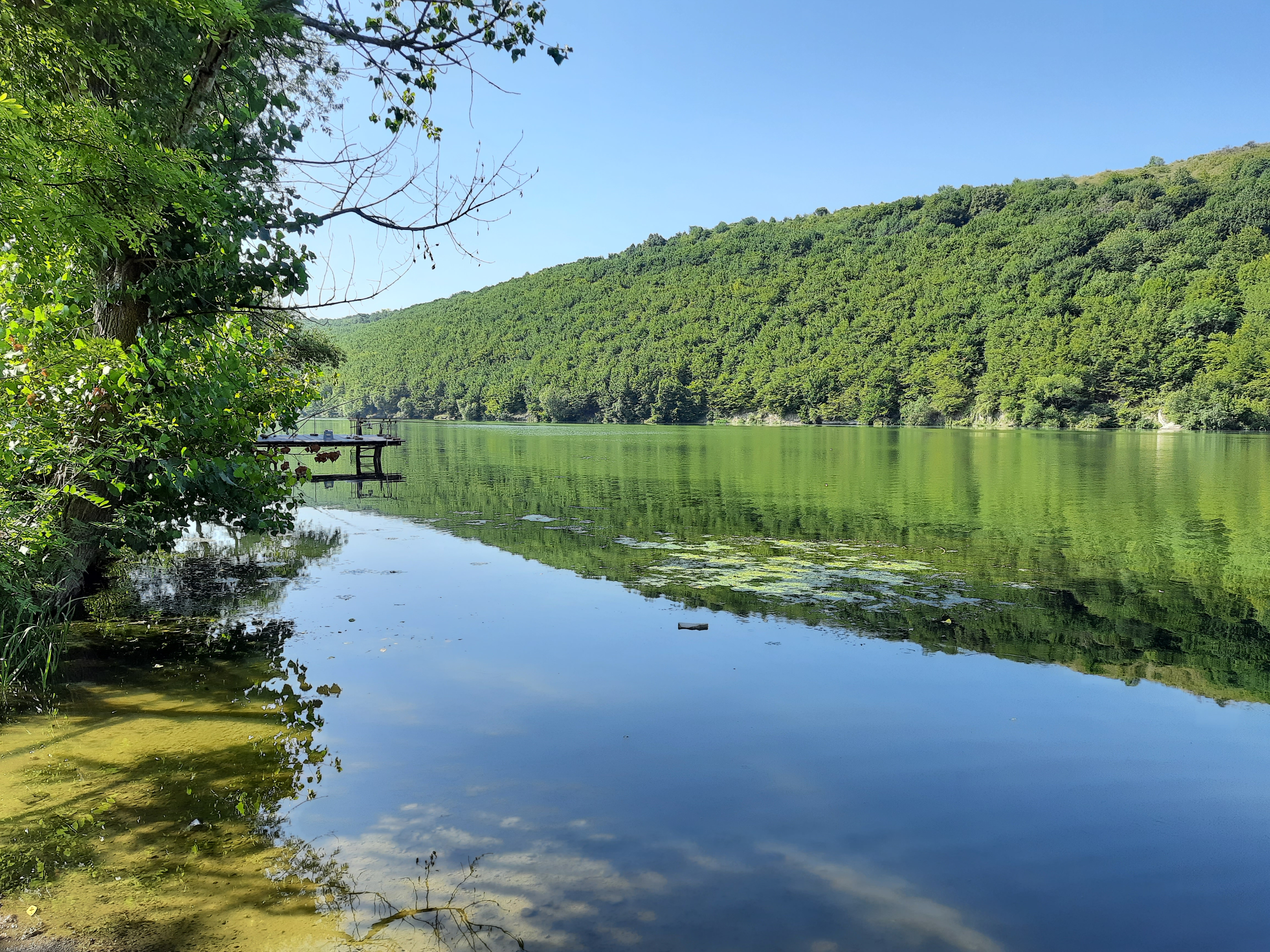
Річка Серет біля села
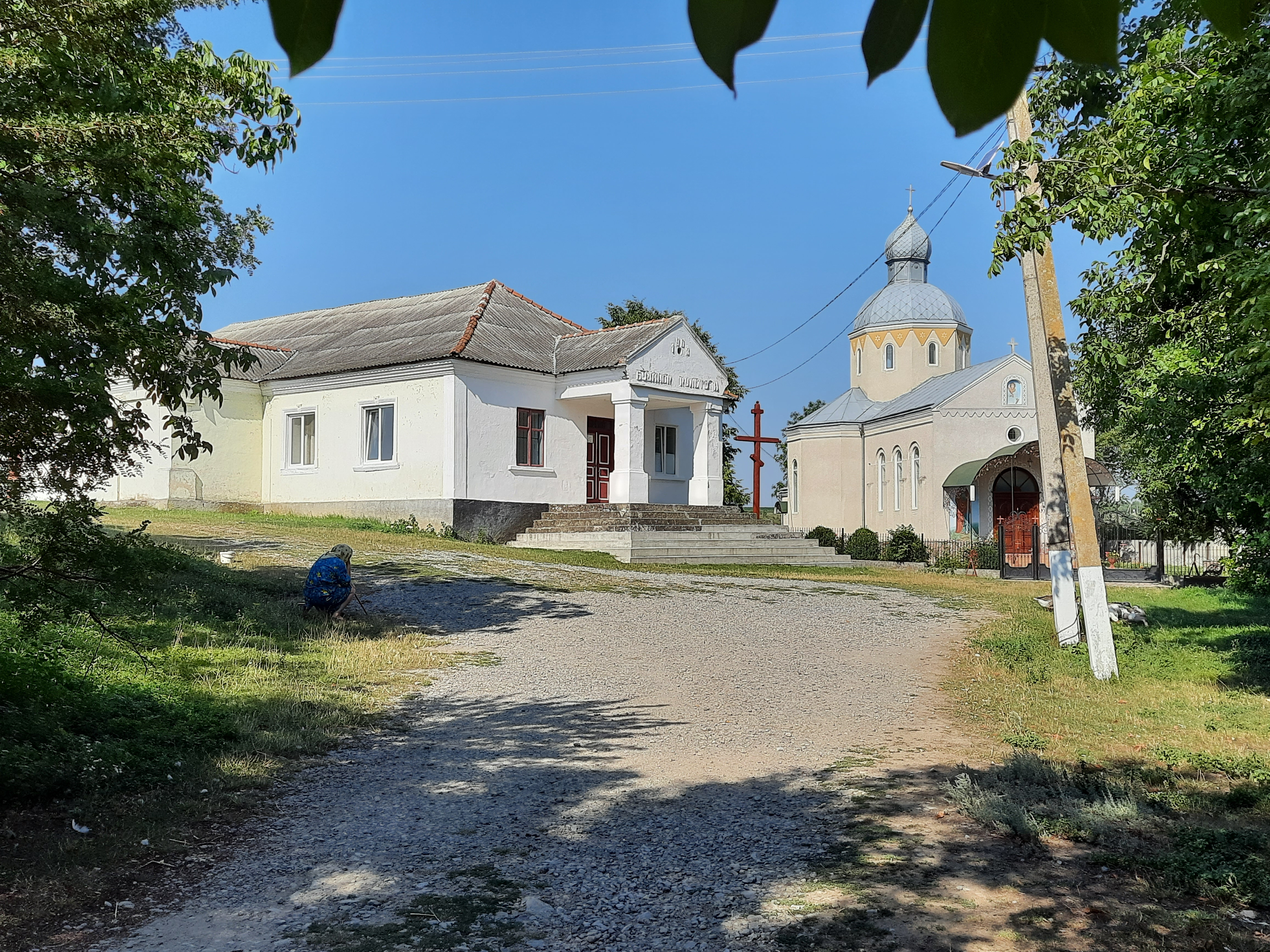
В центрі села